# Ванда Юкнайте
Вáнда Юкнáйте (лит. Vanda Juknaitė; нар. 28 листопада 1949) — литовська письменниця, драматургиня, есеїстка.

## Життєпис
Народилася 28 листопада 1949 року в Рокишківському районі на північному сході Литви. Після вивчення литовської мови і літератури в Вільнюському університеті, вона викладала спочатку в Клайпедській консерваторії, а з 1975 року — в Університеті педагогічних наук. Працювала в сфері соціальної педагогіки, допомагала безпритульним, людям з обмеженими можливостями, «дітям вулиці».
ЇЇ перша книга «Червона лисиця» (лит. Ugniaspalvė lapė) була опублікована в 1983 році. Одна з її найвідоміших книг — мемуари «Мій голос зраджує мене» (лит. Išsiduosi. Balsu: esė, pokalbiai),з'явиласяна світ в Литві (2002р.). В ній описані процеси переходу Литви від комунізму до демократії. В ще одному не менш відомому романі Ванди Юкнайте «Тіло» (лит. Šermenys, 1990) розповідається про масові депортації чоловіків у Сибір. 

## Нагороди
В 2008 році Ванда Юкнайте отримала Національну премію Литви за досягнення в сфері мистецтва та культури, а також за представлення литовської культури на міжнародному рівні.

## Творчість
- "Ugniaspalvė lapė"(Червона лисиця), новели та короткі розповіді - Вільнюс: Vaga, 1983
- "Šermenys"(Тіло), новели - Вільнюс: Vaga, 1990
- "Stiklo šalis"(Скляна країна) - Вільнюс:Lietuvos rašytojų sąjungos leidykla, 1995; Alma littera, 2012
- "Šermenys"(Тіло), драма - Вільнюс: Alma littera, 2000, 2001
- "Išsiduosi"(Я віддамся), есе, інтерв'ю́ - Вільнюс:Lietuvos rašytojų sąjungos leidykla, 2002
- "Saulėlydžio senis: Romualdo Granausko"(Старий захід сонця:Ромуальдас Гранаускас), творчі інтерпретації / разом з Оленою Нійоле Букелієне - Вільнюс:Alma littera, 2004
- "Tariamas iš tamsos" (Нібито з темряви), інтерв'ю́ з дітьми - Вільнюс: Lietuvos rašytojų sąjungos leidykla, 2007, 2012

- "Ponios Alisos gimtadienis"(День народження пані Аліси), дві вистави - Вільнюс:Lietuvos rašytojų sąjungos leidykla, 2010